# ماریو بین
مارینوس آنتونیوس بین (به هلندی: Marinus Antonius Been؛ زادهٔ ۱۱ دسامبر ۱۹۶۳) بازیکن سابق فوتبال و مربی کنونی اهل هلند می‌باشد.
وی به عنوان بازیکن سابقهٔ بازی در فاینورد، پیزا، هیرنفین و اکسلسیور را در کارنامه دارد. او در پست هافبک هجومی بازی می‌کرد و به سبب مهارت‌های دریبل زنی‌اش لقب "ماریودونا" (اشاره به دیگو مارادونا) به او داده شده‌بود.

## دورهٔ بازی

### باشگاهی
در روتردام، جنوب هلند به دنیا آمد و اولین بازی حرفه‌ای خود را برای فاینورد در ۵ سپتامبر ۱۹۸۲ در پیروزی ۰–۱ مقابل نایمخن انجام داد. شش سال را در فاینورد از سال‌های ۱۹۸۲ تا ۱۹۸۸ سپری کرد و سپس در ژوئیه ۱۹۸۸ به تیم ایتالیایی پیزا پیوست. هنگام حضورش در ایتالیا، باشگاه در لیگ سری آ و سری بی رقابت می‌کرد. پس از سه سال حضور در ایتالیا، به هلند بازگشت و نخست به رودا جی‌سی کرکراد و سپس به هیرنفین ملحق شد. در سال ۱۹۹۲ پس از یک فصل حضور در هیرنفین، به باشگاه اتریشی تیرول اینسبروک پیوست. بعد از دوره حضورش در باشگاه تیرول، به اکسلسیور بازگشت و سه سال در آنجا بازی کرد و در نهایت اعلام بازنشستگی کرد. بین آخرین بازی رسمی خود را در ۱۷ سپتامبر ۱۹۹۵ در شکست ۰–۴ اکسلسیور در برابر باشگاه فوتبال هارلم انجام داد.

### ملی
بین عضو تیم ملی هلند در جام جهانی فوتبال جوانان ۱۹۸۳ بود و یک بازی ملی رسمی در ۱۴ نوامبر ۱۹۸۴ مقابل اتریش به عنوان یار ذخیره انجام داد.

## دورهٔ مربی‌گری
بین دوره مربی‌گری خود را در سال ۲۰۰۰ به عنوان دستیار برت فان مارویک در باشگاه فاینورد آغاز کرد. او این سمت را تا تابستان ۲۰۰۴ که فان مارویک تصمیم به خروج از فاینورد و پیوستن به دورتموند گرفت حفظ کرد. بین راهی روتردام شد تا به باشگاه اکسلسیور در سال ۲۰۰۵ بپیوندد و در تنها فصل خود در باشگاه، باعث شد تا آنها از دسته اول به لیگ برتر فوتبال هلند صعود کنند. تیم بین در آن فصل یک فوتبال جذاب بازی کرد و در نهایت با بیشتر از ۷ امتیاز نسبت به تیم دوم فنلو، فصل را به پایان رساند.

### ترینیداد و توباگو
پس از فصل موفقش در اکسلسیور و صعود به لیگ برتر، به ترینیداد و توباگو رفت تا دستیار لیو بنهاکر در جام جهانی ۲۰۰۶ شود. بعد از جام جهانی، بین ترینیداد و توباگو را ترک کرد.

### نایمخن
ماریو بین به باشگاه فوتبال ان‌ئی‌سی نایمخن رفت تا جانشین ران د گروت شود. ران د گروت پست اصلی خود که دستیار مربی بود را ادامه داد. ماریو بین با این تصور که شکوه را به باشگاه بازگرداند آمد. در اولین فصل حضورش ۰۷–۲۰۰۶، باشگاه را به رده دهم جدول لیگ برتر فوتبال هلند رهبری کرد. او با امضای قرارداد با چند بازیکن در طول تابستان ۲۰۰۷ یک تیم رقابتی و جذاب را ایجاد کرد. با این حال نیمه اول فصل ۰۸–۲۰۰۷ برای ماریو به خوبی پیش نرفت چرا که تیم او در آغاز سال جدید در پایین لیگ قرار گرفته‌بود. با این حال، بین موفق شد تا تغییر قابل ملاحظه‌ای در نتایج تیمش ایجاد کند و در نهایت فصل را در جایگاه هشتم به اتمام رساند. این باعث شد تا باشگاه در پلی‌آف جام یوفا در مقابل چند تیم هلندی دیگر قرار گیرد. بین باعث شد تا تیمش یک فوتبال بسیار جذاب بازی کند که نتیجه‌اش به ثمر رسیدن گل های فراروان بود. در فینال مرحله پلی‌آف تیمش در برابر ناک بردا در دور رفت ۰–۶ و در دور برگشت ۰–۱ پیروز شد. این نخستین باری بود که ماریو بین موفق به راهیابی به مسابقات اروپایی شده‌بود. 
فصل ۰۹–۲۰۰۸ بهترین فصل تا به آن روز برای ماریو بین بود. تیم او در گروه سختی در جام یوفا با بازی‌های خارج از خانه در اسپارتاک مسکو و دینامو زاگرب قرار داشت، در حالی که تاتنهام هاتسپر و اودینزه  به نایمخن می‌آمدند. در آغاز بازی‌های اروپایی به تیم او لقب پسران شلاق زن گروه را داده‌بودند. اما پس از دو باخت در گروه (۳–۲ مقابل دینامو زاگرب و ۱–۰ مقابل تاتنهام هاتسپر)، نایمخن موفق شد اسپارتاک مسکو را در روسیه با نتیجه ۲–۱ شکست دهد. لاسه شون گل مهم آن مسابقه را به ثمر رساند. بازی نهایی و سرنوشت ساز بین، مقابل اودینزه بود، در یک شب فوق‌العاده برای باشگاه او موفق شد اودینزه را با نتیجه ۰–۲ شکست دهد و صعود به مرحله بعد را به ارمغان بیاورد. آن‌ها در نهایت در آن مرحله ۰–۴ به هامبورگ باختند و حذف شدند اما ماریو بین نام خود را در تاریخچه باشگاه نوشته‌بود. در ۲۸ ژانویه ۲۰۰۹ نایمخن و فاینورد به توافق رسیده‌بودند تا اجازه دهند بین به روتردام برود تا برای فصل آینده سرمربی فاینورد شود. بین در بازی پایانی خود به عنوان سرمربی برای نایمخن توسط ورزشگاه کامل خوفرت مورد تحسین قرار گرفت و هواداران نام او را می‌خواندند و بازیکنان، هیئت مدیره و هواداران او را یکی از بهترین مربیانی که باشگاه تا به حال داشته‌است نام نهادند. سخنرانی خداحافظی بین پر از اشک بود، با این حال، آخرین کلمات او به هواداران مظهر وضعیت افسانه‌ای او در باشگاه بود.

### فاینورد روتردام

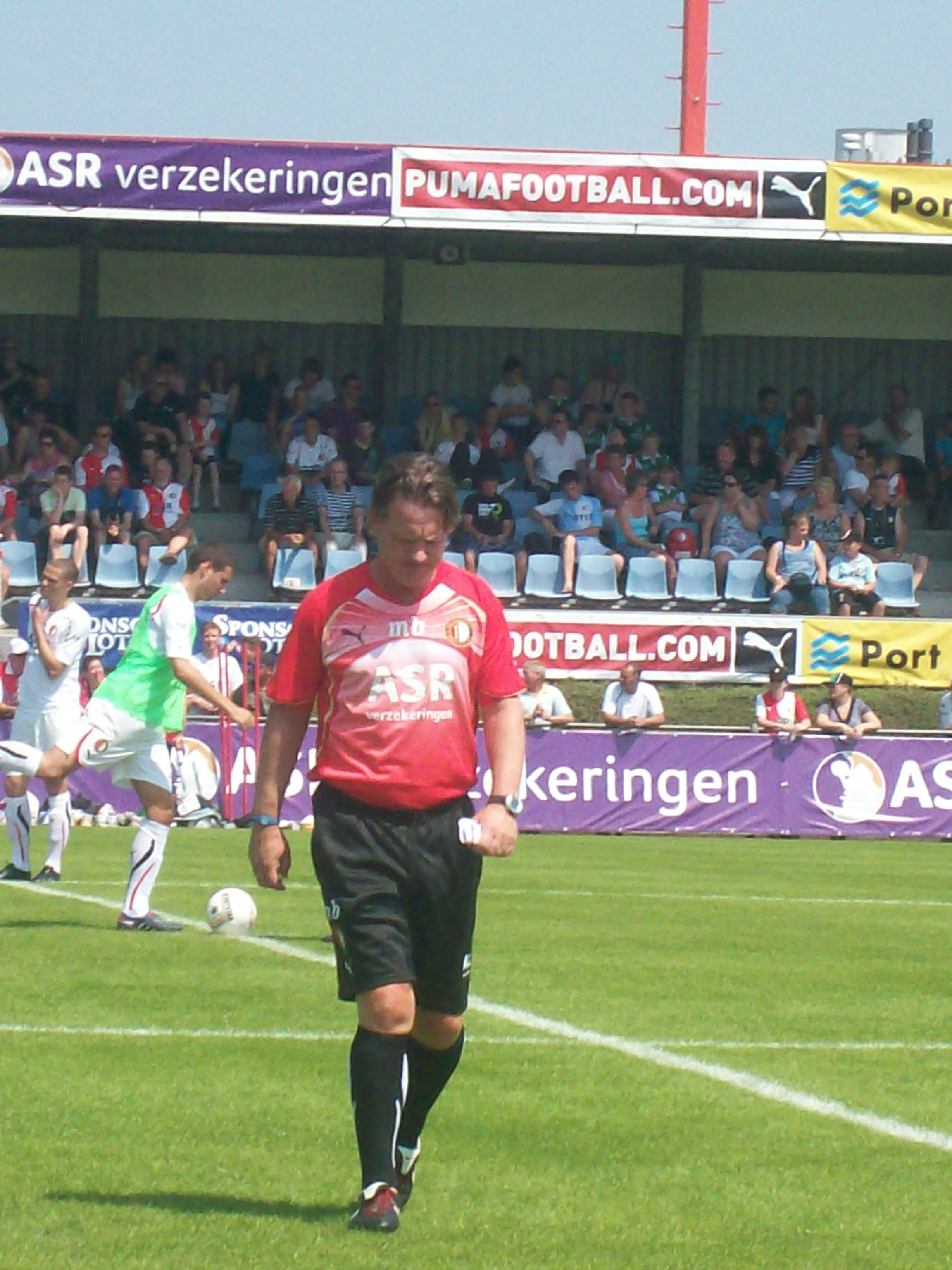
ماریو بین در اولین تمرین فاینورد.

در تابستان ۲۰۰۹ به امید بهبود وضعیت باشگاه آسیب دیده مالی به باشگاه دوران کودکی‌اش فاینورد پیوست. به او یک تیم بسیار جوان داده‌شد تا با آن کار کند. اولین خرید او از باشگاه قدیمی‌اش بود که دانیل فرناندز را برای پست دفاع راست به باشگاه آورد. اولین فصل بین برای فاینورد بلافاصله یک موفقیت بود چرا که او آن‌ها را به جایگاه چهارم در لیگ رساند و به این ترتیب جایگاهی در لیگ اروپا برای فصل ۱۱–۲۰۱۰ به دست آورد. این همچنین بالاترین جایگاه باشگاه در لیگ در چند سال گذشته بود. در تابستانی آشفته او تنها تعداد انگشت شماری از بازیکنان را در نقل و انتقالات به صورت آزاد یا قرضی به خدمت گرفت. فاینورد بازی‌های اروپایی را خوب آغاز کرد. در روز افتتاحیه آن‌ها اوترخت را با نتیجه ۱–۳ شکست دادند تا شروع خوبی داشته باشند. با این حال باشگاه پس از باخت ۲–۱ به خنت در مجموع نتوانست به مراحل گروهی لیگ اروپا راه پیدا کند.

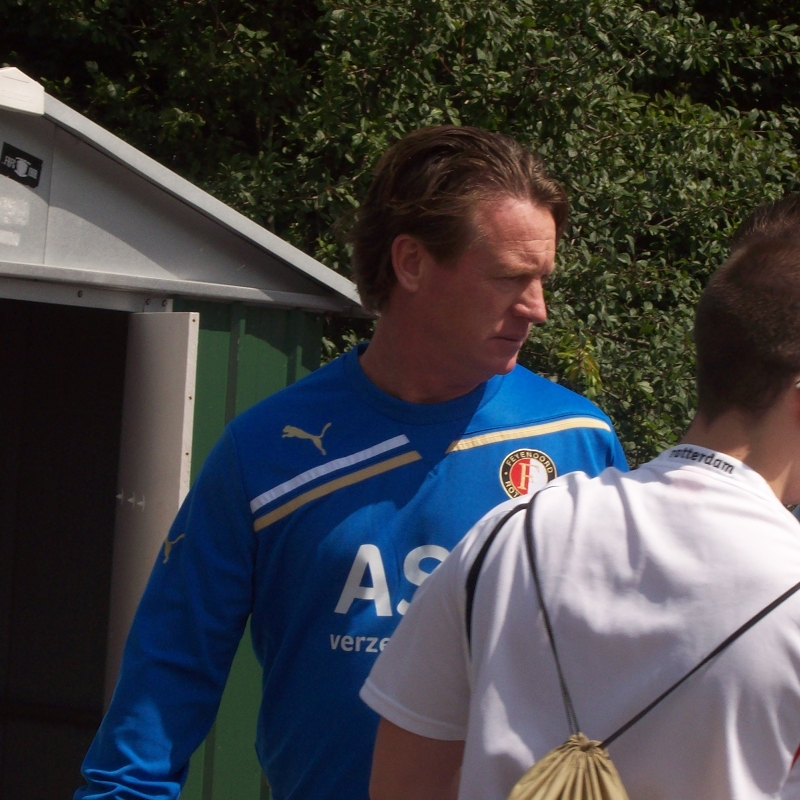
بین در زمان مربیگری اش در فاینورد

در سال ۲۰۱۱، بین تا سال ۲۰۱۲ با باشگاه قرارداد داشت. او در ۲۴ اکتبر ۲۰۱۰ بر باخت ۱۰–۰ تیمش مقابل پی اس وی آیندهوون در فیلیپس نظارت داشت که بزرگترین شکست تاریخ فاینورد بود. با وجود آن، و یک نتیجه نهایی نسبتاً ناامید کننده که فاینورد نتوانست به فوتبال اروپا راه پیدا کند و حتی در مقطعی از فصل در خطر سقوط  قرار داشت، حضورش برای فصل جدید در رأس فاینورد تأیید شد.
در ۱۳ ژوئیه ۲۰۱۱ با استناد به عدم اعتماد از طریق بازیکنانش به عنوان دلیل اصلی انتخاب غافلگیرانه‌اش، بین تأیید کرد که سمت سرمربی‌گری فاینورد را ترک کرده‌است.

### خنک
در اواخر اوت ۲۰۱۱، بین به عنوان سرمربی جدید حنک منصوب شد و قراردادی دو ساله با آن‌ها امضا کرد و جانشین فرانک فرکوترن شد که باشگاه را ترک کرد تا به مربی‌گری تیم الجزیره امارات متحده عربی بپیوندد (که باشگاه را به قهرمانی لیگ بلژیک و سوپرکاپ بلژیک ۲۰۱۱ و پلی‌آف لیگ قهرمانان اروپا هدایت کرد.) یک روز پس از نام‌گذاری به عنوان سرمربی جدید خنک، اولین جلسه تمرینی خود را با این باشگاه در روز چهارشنبه ۳۱ اوت برگزار کرد.
در اولین بازی خود به عنوان سرمربی خنک رقیب خود سنت ترویدنس را با نتیجه ۴–۳ شکست داد. در لیگ قهرمانان، خنک در گروه E در جایگاه چهارم قرار گرفت و سه امتیاز بدون برد، سه تساوی و سه باخت در مرحله گروهی لیگ قهرمانان به دست آورد. اولین بازی خنک در لیگ قهرمانان مقابل والنسیا با نتیجه ۰–۰ به تساوی رسید که اولین امتیاز لیگ قهرمانان آن‌ها را به ارمغان آورد. بر خلاف قهرمانی فصل گذشته خنک در لیگ بلژیک، شروعی داشت که حاکی از بردها، تساوی‌ها و شکست‌های پشت سرهم بود و اندرلشت به قهرمانی در لیگ فکر می‌کرد.
او در ۹ مه ۲۰۱۳ به همراه خنک قهرمان جام حذفی بلژیک شد.
وی در ۲۳ فوریه ۲۰۱۴ اخراج شد.

### آپوئل
در ۲۶ مه ۲۰۱۷ بین به عنوان سرمربی جدید قهرمان قبرس آپوئل منصوب شد و قراردادی یک ساله با این باشگاه امضا کرد.
در ۲۸ ژوئیه ۲۰۱۷، پس از سه بازی رسمی به عنوان سرمربی، در جریان شکست ۱–۰ دور اروپایی در مقابل ویتورول کنستانتا توسط باشگاه اخراج شد.

## آمار مربی‌گری
تا تاریخ ۲۶ ژوئیه ۲۰۱۷٫
| تیم           | از             | تا            | مسابقات               | Record | Record | Record | Record | Record | Record | Record | Record |
| تیم           | از             | تا            | مسابقات               | G      | W      | D      | L      | GF     | GA     | GD     | Win %  |
| ------------- | -------------- | ------------- | --------------------- | ------ | ------ | ------ | ------ | ------ | ------ | ------ | ------ |
| اکسلسیور      | ۲۰۰۵           | ۲۰۰۶          | دسته اول هلند         | ۳۸     | ۲۲     | ۹      | ۷      | ۶۸     | ۲۵     | ۴۳+    | ۰۵۸    |
| اکسلسیور      | ۲۰۰۵           | ۲۰۰۶          | جام حذفی هلند         | ۲      | ۱      | ۰      | ۱      | ۶      | ۶      | ۰+     | ۰۵۰    |
| اکسلسیور      | ۲۰۰۵           | ۲۰۰۶          | Total                 | ۴۰     | ۲۳     | ۹      | ۸      | ۷۴     | ۳۱     | ۴۳+    | ۰۵۸    |
| ان‌ئی‌سی نایمخن | ژوئیه ۲۰۰۶     | ۹ ژوئیه ۲۰۰۹  | لیگ برتر فوتبال هلند  | ۱۰۲    | ۳۵     | ۳۰     | ۳۷     | ۱۲۶    | ۱۳۴    | ۸−     | ۰۳۴    |
| ان‌ئی‌سی نایمخن | ژوئیه ۲۰۰۶     | ۹ ژوئیه ۲۰۰۹  | جام حذفی هلند         | ۹      | ۶      | ۰      | ۳      | ۱۹     | ۱۱     | ۸+     | ۰۶۷    |
| ان‌ئی‌سی نایمخن | ژوئیه ۲۰۰۶     | ۹ ژوئیه ۲۰۰۹  | اروپا                 | ۸      | ۳      | ۱      | ۴      | ۷      | ۹      | ۲−     | ۰۳۸    |
| ان‌ئی‌سی نایمخن | ژوئیه ۲۰۰۶     | ۹ ژوئیه ۲۰۰۹  | دیگر                  | ۱۰     | ۷      | ۱      | ۲      | ۱۷     | ۶      | ۱۱+    | ۰۷۰    |
| ان‌ئی‌سی نایمخن | ژوئیه ۲۰۰۶     | ۹ ژوئیه ۲۰۰۹  | Total                 | ۱۲۹    | ۵۱     | ۳۲     | ۴۶     | ۱۶۹    | ۱۶۰    | ۹+     | ۰۴۰    |
| فاینورد       | ۲۴ ژانویه ۲۰۰۹ | ۱۳ ژوئیه ۲۰۱۱ | لیگ برتر فوتبال هلند  | ۶۸     | ۲۹     | ۲۰     | ۱۹     | ۱۰۷    | ۸۵     | ۲۲+    | ۰۴۳    |
| فاینورد       | ۲۴ ژانویه ۲۰۰۹ | ۱۳ ژوئیه ۲۰۱۱ | جام حذفی هلند         | ۸      | ۵      | ۱      | ۲      | ۱۵     | ۸      | ۷+     | ۰۶۳    |
| فاینورد       | ۲۴ ژانویه ۲۰۰۹ | ۱۳ ژوئیه ۲۰۱۱ | اروپا                 | ۲      | ۱      | ۰      | ۱      | ۱      | ۲      | ۱−     | ۰۵۰    |
| فاینورد       | ۲۴ ژانویه ۲۰۰۹ | ۱۳ ژوئیه ۲۰۱۱ | Total                 | ۷۸     | ۳۵     | ۲۱     | ۲۲     | ۱۲۳    | ۹۵     | ۲۸+    | ۰۴۵    |
| خنک           | ۳۰ اوت ۲۰۰۹    | ۲۳ فوریه ۲۰۱۴ | لیگ برتر فوتبال بلژیک | ۸۲     | ۴۰     | ۱۸     | ۲۴     | ۱۶۱    | ۱۱۸    | ۴۳+    | ۰۴۹    |
| خنک           | ۳۰ اوت ۲۰۰۹    | ۲۳ فوریه ۲۰۱۴ | جام حذفی بلژیک        | ۹      | ۶      | ۰      | ۳      | ۲۱     | ۶      | ۱۵+    | ۰۶۷    |
| خنک           | ۳۰ اوت ۲۰۰۹    | ۲۳ فوریه ۲۰۱۴ | اروپا                 | ۲۱     | ۹      | ۷      | ۵      | ۲۷     | ۲۹     | ۲−     | ۰۴۳    |
| خنک           | ۳۰ اوت ۲۰۰۹    | ۲۳ فوریه ۲۰۱۴ | دیگر                  | ۱      | ۰      | ۰      | ۱      | ۰      | ۱      | ۱−     | ۰۰۰٫۰۰ |
| خنک           | ۳۰ اوت ۲۰۰۹    | ۲۳ فوریه ۲۰۱۴ | Total                 | ۱۱۳    | ۵۵     | ۲۵     | ۳۳     | ۲۰۹    | ۱۵۴    | ۵۵+    | ۰۴۹    |
| آپوئل         | ۲۶ مه ۲۰۱۷     | ۲۸ ژوئیه ۲۰۱۷ | لیگ برتر قبرس         | ۰      | ۰      | ۰      | ۰      | ۰      | ۰      | ۰+     | —      |
| آپوئل         | ۲۶ مه ۲۰۱۷     | ۲۸ ژوئیه ۲۰۱۷ | جام حذفی قبرس         | ۰      | ۰      | ۰      | ۰      | ۰      | ۰      | ۰+     | —      |
| آپوئل         | ۲۶ مه ۲۰۱۷     | ۲۸ ژوئیه ۲۰۱۷ | اروپا                 | ۳      | ۲      | ۰      | ۱      | ۲      | ۱      | ۱+     | ۰۶۷    |
| آپوئل         | ۲۶ مه ۲۰۱۷     | ۲۸ ژوئیه ۲۰۱۷ | دیگر                  | ۰      | ۰      | ۰      | ۰      | ۰      | ۰      | ۰+     | —      |
| آپوئل         | ۲۶ مه ۲۰۱۷     | ۲۸ ژوئیه ۲۰۱۷ | Total                 | ۳      | ۲      | ۰      | ۱      | ۲      | ۱      | ۱+     | ۰۶۷    |
| Career Totals | Career Totals  | Career Totals | League                | ۲۹۰    | ۱۲۶    | ۷۷     | ۸۷     | ۴۶۲    | ۳۶۲    | ۱۰۰+   | ۰۴۳    |
| Career Totals | Career Totals  | Career Totals | Cup                   | ۲۸     | ۱۸     | ۱      | ۹      | ۶۱     | ۳۱     | ۳۰+    | ۰۶۴    |
| Career Totals | Career Totals  | Career Totals | Europe                | ۳۴     | ۱۵     | ۸      | ۱۱     | ۳۷     | ۴۱     | ۴−     | ۰۴۴    |
| Career Totals | Career Totals  | Career Totals | Other                 | ۱۱     | ۷      | ۱      | ۳      | ۱۷     | ۷      | ۱۰+    | ۰۶۴    |
| Career Totals | Career Totals  | Career Totals | Total                 | ۳۶۳    | ۱۶۶    | ۸۷     | ۱۱۰    | ۵۷۷    | ۴۴۱    | ۱۳۶+   | ۰۴۶    |